# 사회복지학
사회복지학은 현대산업사회에서 모든 국민들의 생활과 관련되어 있는 사회복지라는 사회현상을 파악하고, 그 실천을 추구하는 사회과학의 한 분야로서, 사회적 약자로 대표되는 사람들의 복지 증진과 권리의 옹호 및 이를 위한 지원의 방법과 기술을 모색하고, 행정과 정책, 나아가 복지의 제도적 기반을 개선하는 것을 목표로 하는 학문이다.
본 문서에서는 사회복지학이라는 학문에 국한하지 않고 사회복지와 관련된 개념, 가치와 같은 총체적 요소 전반에 대한 내용을 다룬다.

## 사회복지와 유사 용어들
사회복지는 사회사업, 사회보장, 사회정책, 사회행정, 사회봉사, 사회적 서비스, 사회복지서비스, 사회안전망 등과 유사한 개념이나 이들 개념의 통합 개념으로 이해할 수 있다. 사회복지(social welfare)는 다른 개념에 비하여 그 의미의 범위가 넓고 사회문제를 해결하기 위한 제도적 시책을 말한다.

### 사회사업
사회사업은 대약 협의의 사회복지 개념으로 주로 사람을 직접 대상으로 하는 개별 사회사업(casework), 임상 사회사업(clinical social work), 대인 사회서비스 등을 지칭하는 개념이다. 그에 비해서 사회복지는 보다 광의의 개념으로 사회사업 영역에 더하여 거시적인 사회복지정책까지를 아우르는 개념이다. 하지만 사회사업의 영역에서도 정책 분야가 있기 때문에, 이러한 개념 구분도 문제는 있다.
| 구분 | 사회복지                      | 사회사업                  |
| ---- | ----------------------------- | ------------------------- |
| 개념 | 거시적(macro)                 | 미시적(micro)             |
| 목적 | 사회환경 변화 : 바람직한 사회 | 개인 변화 : 바람직한 인간 |
| 기능 | 예방적, 사전적                | 치료적, 사후적            |
| 대상 | 일반적, 보편적                | 개별적, 선별적            |
| 범위 | 보편성                        | 개별성                    |
| 방법 | 정책, 제도                    | 전문지식과 기술           |

어의적으로는 임상사회복지가 상대적으로 많이 발달한 미국의 경우에는 사회사업이라는 용어를 많이 쓰는 것을 볼 수 있다. 실제로 미국의 대부분의 사회복지대학과 학과는 사회사업(social work)이라는 명칭을 사용한다. 그에 비해서 정책적인 접근을 더 많이 강조하는 유럽에서는 사회정책(social policy)이라는 용어를 더 많이 사용한다.한국의 경우, 1970년대까지는 미국식 사회복지의 전통을 따라 사회사업이라는 표현을 썼으나 그 후 유럽의 사회정책학이 사회복지 부문에 가미되면서 명칭도 대부분 사회복지로 바뀌게 되었다.

## 사회복지학의 대상
사회복지학은 인간의 행위 중에서 특히 지원(support) 또는 원조(assistance)라고 말할 수 있다. "인간은 왜 남을 돕게 되는가?", "인간은 왜 남의 도움을 청하는가?", "타인을 도울 때는 무엇을 어떻게 해야하는가?" 등과 같은 세부 질문들은 모두 인간 행동 중 지원 및 원조와 연관되는 것이다. 그러나 모든 종류의 지원 및 원조를 연구대상으로 하는 것은 아니다. 사회복지활동은 인간의 구체적 욕구를 충족시키기 위해 과학적 지식을 사용하기 때문에 자선(charity)이나 사회공헌(philanthropy)과는 구별된다. 또한 사회복지는 사회문제의 해결을 위한 실제적 서비스를 담당하는 응용과학적 전문 영역이며 동시에 실천가가 활용하는 자원의 성격을 지닌다. 특히 이러한 실천적 성격이 다른 사회과학들과 구별되는 사회복지학의 독자적 영역이라 할 수 있다.

## 사회복지학의 특성
최근에는 순수과학과 응용과학의 구분이 모호해지고 있다. 그러나 사회복지학의 응용과학성은 타 학문에 비해 더 강력하므로 사회복지학과 다른 순수사회과학과의 협력관계는 더욱 긴밀해야 한다.
다른 순수사회과학 분야에 있어서 사회복지학의 다음과 같은 네 가지 특징을 가지고 있다:
- 틈새 과학적 성격
- 사회과학의 가치성
- 절충주의적 태도
- 다학문적 성격

## 관련 교과목
한국사회복지교육협의회는 매 2년 사회복지 관련 교과목 지침서의 개정판을 발간하고 있다. 예컨대 2022년 개정판은 2020년에 발간된 지침서에 이어 2023-24년 기간 동안 적용되는 교과목의 방향성과 개요를 제시하고 있다. 2022년도 사회복지 교과목 지침서에 따르면, 사회복지학과 교육과정 법정 필수 이수 과목 및 선택과목, 비법정 선택과목 등은 다음과 같다:
- 법정 필수 이수 과목(시험과목): 인간행동과 사회환경, 사회복지조사론, 사회복지실천론, 사회복지실천기술론, 지역사회복지론, 사회복지정책론, 사회복지행정론, 사회복지 법제와 실천.
- 법정 필수 이수 과목(비시험과목): 사회복지학개론, 사회복지현장실습.
- 법정 선택과목(비시험과목): 가족복지론, 가족상담 및 가족치료, 교정복지론, 국제사회복지론, 노인복지론, 복지국가론, 빈곤론, 사례관리론, 사회문제론, 사회보장론, 사회복지역사, 사회복지 윤리와 철학, 사회복지 자료분석론, 사회복지지도감독론, 사회복지와 문화다양성, 사회복지와 인권, 산업복지론, 아동복지론, 여성복지론, 의료사회 복지론, 자원봉사론, 장애인복지론, 정신건강론, 정신건강 사회복지론, 청소년복지론, 프로그램 개발과 평가, 학교사회복지론.
- 비법정 선택과목(비시험과목): 군사회복지론, 사회복지경영론, 케어복지론.